# آلیش دختر کولی
آلیش دختر کولی فیلمی به کارگردانی  و نویسندگی صمد صباحی محصول سال ۱۳۴۳ است.

## بازیگران
- روفیا
- روزا
- سونیا
- واهیک
- [[سیروس قهرمانی]]
- صابر آتشین
- ایرج فریدونی
- هوشنگ رضایی
- اسماعیل شهدوست
- علی ناهیدی
- صمد صباحی